# Suzan-Lori Parks
Suzan-Lori Parks (ur. 10 maja 1963 w Fort Knox w stanie Kentucky) – amerykańska dramatopisarka, laureatka Nagrody Pulitzera. Wyróżnienie otrzymała w 2002 za sztukę Topdog/Underdog. Jej rodzicami byli Donald i Francis McMillan Parksowie. Do pisania dramatów namówił ją pisarz James Baldwin. Debiutowała sztuką Betting on the Dust Commander w 1987.